# Mario Cantaluppi
Mario Cantaluppi (Schlieren, 11 aprile 1974) è un allenatore di calcio ed ex calciatore svizzero, di ruolo centrocampista, tecnico del Basilea II.

## Caratteristiche tecniche
Era un centrocampista difensivo.

## Carriera

### Giocatore

#### Club
Inizia la carriera da professionista nel file del Grasshopper nel 1990 e vince subito il titolo di Campione Svizzero nella prima stagione a Zurigo.
Nel 1994 scende di categoria, passando al Basilea, allora nella Lega Nazionale B dove rimane per due stagioni per poi passare nel Servette nell'estate del 1996.
Dopo tre stagioni a Ginevra, ritorna nel gennaio del 1999 a Basilea dove diventa il secondo giocatore con il maggior numero di presenze, 222 dopo otto stagioni in rossoblu.
Terminata l'esperienza nella squadra renana, si trasferisce in Germania, dove veste la maglia del Norimberga per due stagioni.
Dopo 44 presenze in Baviera, con un 14º ed un 8º posto in Bundesliga, ritorna in Svizzera al Lucerna.
Nel gennaio del 2008 lascia di nuovo la Svizzera ed inizia una nuova esperienza nel campionato belga con la maglia del K. Sint-Truidense V.V..

#### Nazionale
Vanta complessivamente 23 presenze e 4 reti con la nazionale maggiore della svizzera, con cui ha disputato varie partite di qualificazione al Campionato europeo di calcio 2004, dal quale è stato poi escluso dopo uno scontro con il c.t. Köbi Kuhn. Dopo quel diverbio non è mai più stato convocato.

### Allenatore
Per due stagioni ricopre il ruolo sia di giocatore sia di allenatore nelle compagini del Buochs e del Dornach.
Dopo l'arrivo di Pascal Zuberbühler, suo ex compagno di squadra al Basilea e in Nazionale elvetica, al Servette in quanto allenatore dei portieri, raggiunge anche lui la squadra ginevrina in qualità di vice dell'allenatore Jean-Michel Aeby.
Il 2 aprile 2014 sostituisce alla guida del Servette l'esonerato Aeby. Tre giorni dopo, fa il suo debutto alla guida della squadra ginevrina vincendo la gara di campionato contro il Locarno allo Stadio del Lido (1-0). La stagione successiva diventa il vice di Kevin Cooper.
Dalla stagione 2017/2018 è l'allenatore del Delémont, squadra che milita nel girone B di prima lega svizzera.

## Statistiche

### Cronologia presenze e reti in nazionale
| Cronologia completa delle presenze e delle reti in nazionale ― Svizzera | Cronologia completa delle presenze e delle reti in nazionale ― Svizzera | Cronologia completa delle presenze e delle reti in nazionale ― Svizzera | Cronologia completa delle presenze e delle reti in nazionale ― Svizzera | Cronologia completa delle presenze e delle reti in nazionale ― Svizzera | Cronologia completa delle presenze e delle reti in nazionale ― Svizzera | Cronologia completa delle presenze e delle reti in nazionale ― Svizzera | Cronologia completa delle presenze e delle reti in nazionale ― Svizzera |
| Data                                                                    | Città                                                                   | In casa                                                                 | Risultato                                                               | Ospiti                                                                  | Competizione                                                            | Reti                                                                    | Note                                                                    |
| ----------------------------------------------------------------------- | ----------------------------------------------------------------------- | ----------------------------------------------------------------------- | ----------------------------------------------------------------------- | ----------------------------------------------------------------------- | ----------------------------------------------------------------------- | ----------------------------------------------------------------------- | ----------------------------------------------------------------------- |
| 10-2-1997                                                               | Hong Kong                                                               | Russia                                                                  | 2 – 1                                                                   | Svizzera                                                                | Carlsberg Cup 1997 - Finale                                             | -                                                                       | 15’                                                                     |
| 2-4-1997                                                                | Lucerna                                                                 | Svizzera                                                                | 1 – 0                                                                   | Lettonia                                                                | Amichevole                                                              | -                                                                       |                                                                         |
| 6-8-1997                                                                | Bratislava                                                              | Slovacchia                                                              | 1 – 0                                                                   | Svizzera                                                                | Amichevole                                                              | -                                                                       | 72’                                                                     |
| 20-8-1997                                                               | Budapest                                                                | Ungheria                                                                | 1 – 1                                                                   | Svizzera                                                                | Qual. Mondiali 1998                                                     | -                                                                       | 82’                                                                     |
| 6-9-1997                                                                | Losanna                                                                 | Svizzera                                                                | 1 – 2                                                                   | Finlandia                                                               | Qual. Mondiali 1998                                                     | -                                                                       | 70’                                                                     |
| 11-10-1997                                                              | Zurigo                                                                  | Svizzera                                                                | 5 – 0                                                                   | Azerbaigian                                                             | Qual. Mondiali 1998                                                     | -                                                                       | 74’                                                                     |
| 19-2-2000                                                               | Mascate                                                                 | Oman                                                                    | 1 – 4                                                                   | Svizzera                                                                | Amichevole                                                              | 2                                                                       |                                                                         |
| 23-2-2000                                                               | Mascate                                                                 | Emirati Arabi Uniti                                                     | 1 – 0                                                                   | Svizzera                                                                | Amichevole                                                              | -                                                                       | 78’ 90’                                                                 |
| 29-3-2000                                                               | Lugano                                                                  | Svizzera                                                                | 2 – 2                                                                   | Norvegia                                                                | Amichevole                                                              | 1                                                                       | 46’ 90+1’                                                               |
| 26-4-2000                                                               | Kaiserslautern                                                          | Germania                                                                | 1 – 1                                                                   | Svizzera                                                                | Amichevole                                                              | -                                                                       | 86’                                                                     |
| 16-8-2000                                                               | San Gallo                                                               | Svizzera                                                                | 2 – 2                                                                   | Grecia                                                                  | Amichevole                                                              | -                                                                       | 79’                                                                     |
| 2-9-2000                                                                | Zurigo                                                                  | Svizzera                                                                | 0 – 1                                                                   | Russia                                                                  | Qual. Mondiali 2002                                                     | -                                                                       | 64’                                                                     |
| 7-10-2000                                                               | Zurigo                                                                  | Svizzera                                                                | 5 – 1                                                                   | Fær Øer                                                                 | Qual. Mondiali 2002                                                     | -                                                                       | 76’                                                                     |
| 11-10-2000                                                              | Lubiana                                                                 | Slovenia                                                                | 2 – 2                                                                   | Svizzera                                                                | Qual. Mondiali 2002                                                     | -                                                                       | 46’                                                                     |
| 15-11-2000                                                              | Tunisia                                                                 | Tunisia                                                                 | 1 – 1                                                                   | Svizzera                                                                | Amichevole                                                              | 1                                                                       |                                                                         |
| 28-2-2001                                                               | Larnaca                                                                 | Polonia                                                                 | 4 – 0                                                                   | Svizzera                                                                | Amichevole                                                              | -                                                                       | 53’                                                                     |
| 15-5-2002                                                               | San Gallo                                                               | Svizzera                                                                | 1 – 3                                                                   | Canada                                                                  | Amichevole                                                              | -                                                                       | 46’                                                                     |
| 12-10-2002                                                              | Tirana                                                                  | Albania                                                                 | 1 – 1                                                                   | Svizzera                                                                | Qual. Euro 2004                                                         | -                                                                       | 81’ 83’                                                                 |
| 16-10-2002                                                              | Dublino                                                                 | Irlanda                                                                 | 1 – 2                                                                   | Svizzera                                                                | Qual. Euro 2004                                                         | -                                                                       | 85’                                                                     |
| 12-2-2003                                                               | Nova Gorica                                                             | Slovenia                                                                | 1 – 5                                                                   | Svizzera                                                                | Amichevole                                                              | -                                                                       | 76’                                                                     |
| 2-4-2003                                                                | Tbilisi                                                                 | Georgia                                                                 | 0 – 0                                                                   | Svizzera                                                                | Qual. Euro 2004                                                         | -                                                                       | 69’                                                                     |
| 30-4-2003                                                               | Ginevra                                                                 | Svizzera                                                                | 1 – 2                                                                   | Italia                                                                  | Amichevole                                                              | -                                                                       | 69’                                                                     |
| 20-8-2003                                                               | Lancy                                                                   | Svizzera                                                                | 0 – 2                                                                   | Francia                                                                 | Amichevole                                                              | -                                                                       | 86’                                                                     |
| Totale                                                                  |                                                                         | Presenze                                                                | 23                                                                      |                                                                         | Reti                                                                    | 4                                                                       |                                                                         |

## Palmarès

### Giocatore
- Coppa Svizzera: 3

Grasshopper: 1989-1990
Basilea: 2001-2002, 2002-2003
- Campionato svizzero: 4

Grasshopper: 1990-1991
Servette: 1998-1999
Basilea: 2001-2002, 2003-2004